# استعمار المريخ

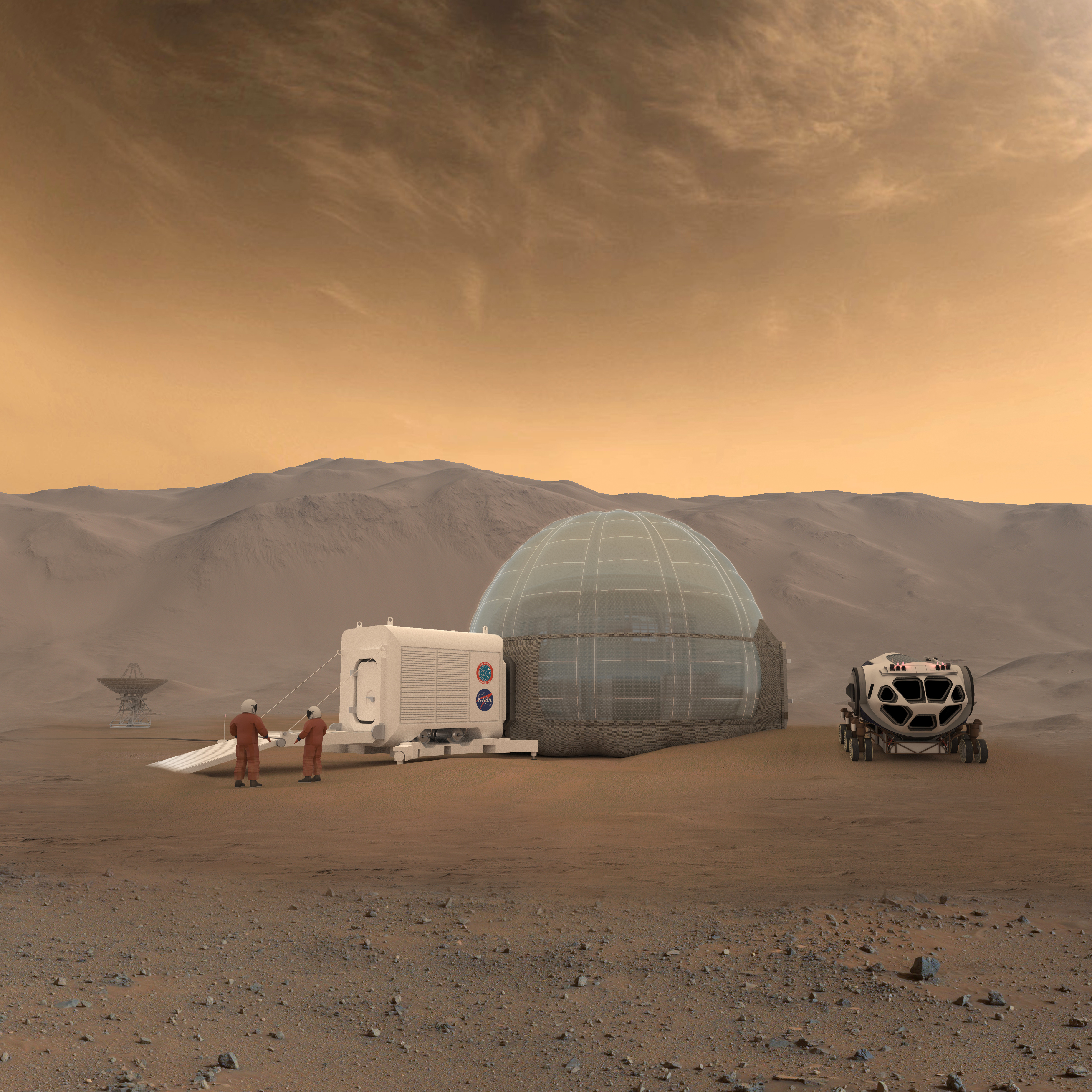
صورة تخيُلية لقُبة مطبوعة بتقنية ثلاثية الأبعاد, مصنوعة من الثلج و الهواء المكبوس على سطح المريخ.

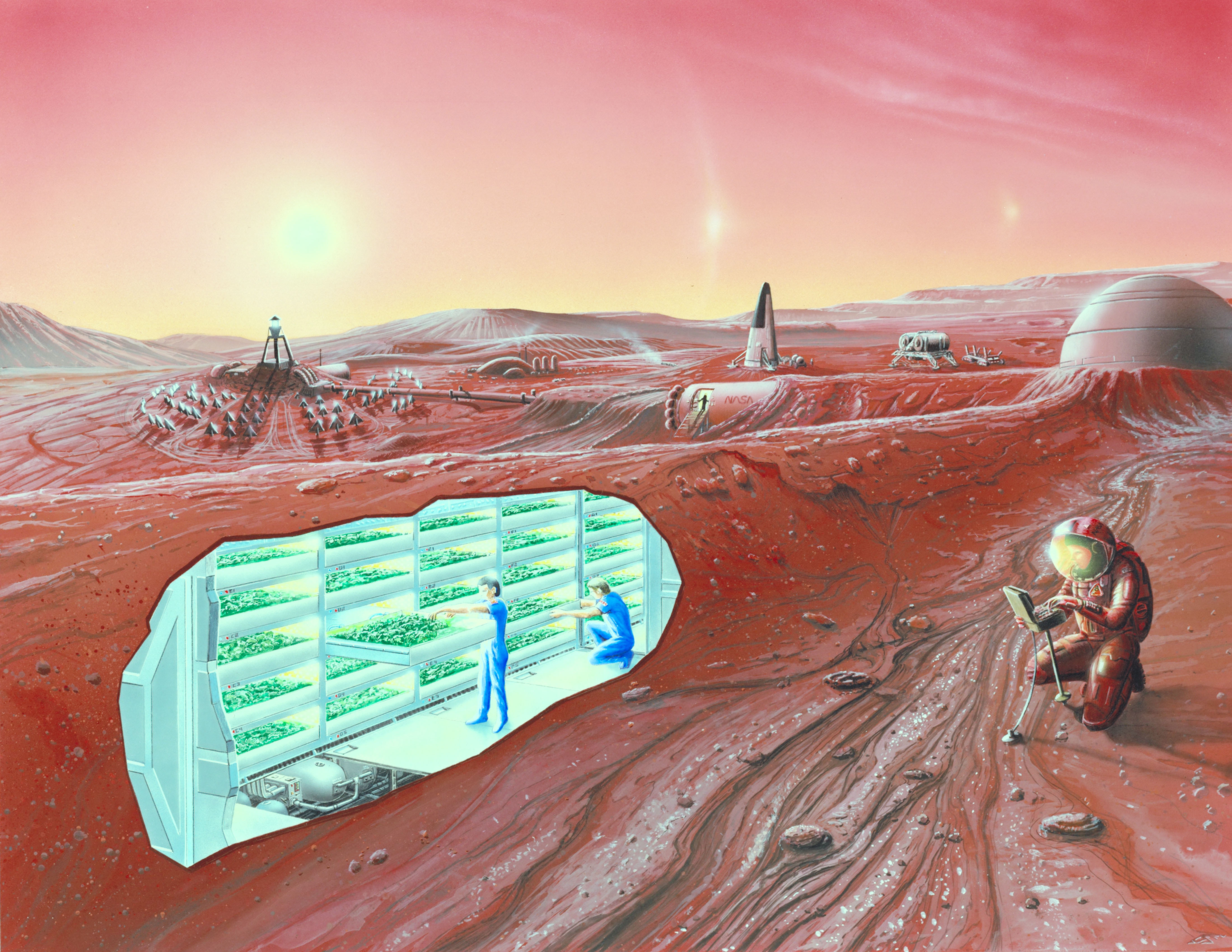
تصور فنان لقاعدة المريخ البشرية ، مع قطاع للصورة يكشف عن منطقة البستنة (الزراعة) الداخلية

استعمار المريخ كوكب المريخ هو محور الكثير من الدراسات العلمية حول الاستعمار البشري المُحتمل للكوكب. تَجعل ظروف سطح المريخ ووجود المياه الجوفية فيه أكثر الأجسام والكواكب في نظامنا الشمسي صلاحية للحياة بعد الأرض. يُعد المريخ أكثر الكواكب سهولة للوصول أكثر من أي كوكب من حيث الطاقة المَطلوبة للنقل (دلتا- v) للوصول إليه من الأرض بعد كوكب الزهرة.
يُعد إنشاء مُستعمرة دائمة للإنسان على كوكب أخر، بما في ذلك المريخ، أحد أكثر مواضيع الخيال العلمي شيوعًا. فمع تقدم التكنولوجيا، وزيادة المخاوف بشأن مستقبل البشرية على الأرض، فإن الحاجة للاستعمار الفضاء تكتسب زخماً. ومن الأسباب الأخرى لاستعمار الفضاء هي المصالح الاقتصادية، والبحوث العلمية طويلة المدى التي أجراها البشر على نحو أفضل مقارنة بالآلات.
تعهدت كل من المنظمات الخاصة والعامة بإجراء أبحاث حول جدوى جهود الاستعمار طويل المدى واتخاذ خطوات نحو وجود إنساني دائم على سطح المريخ. وتشمل وكالات الفضاء المشاركة في الأبحاث أو التخطيط للبعثات: ناسا ووكالة الفضاء الروسية الفدرالية وإدارة الفضاء الوطنية الصينية. أما المؤسسات الخاصة تشمل سبيس إكس، لوكهيد مارتن، وبوينغ.

## البعثة والجدول الزمني

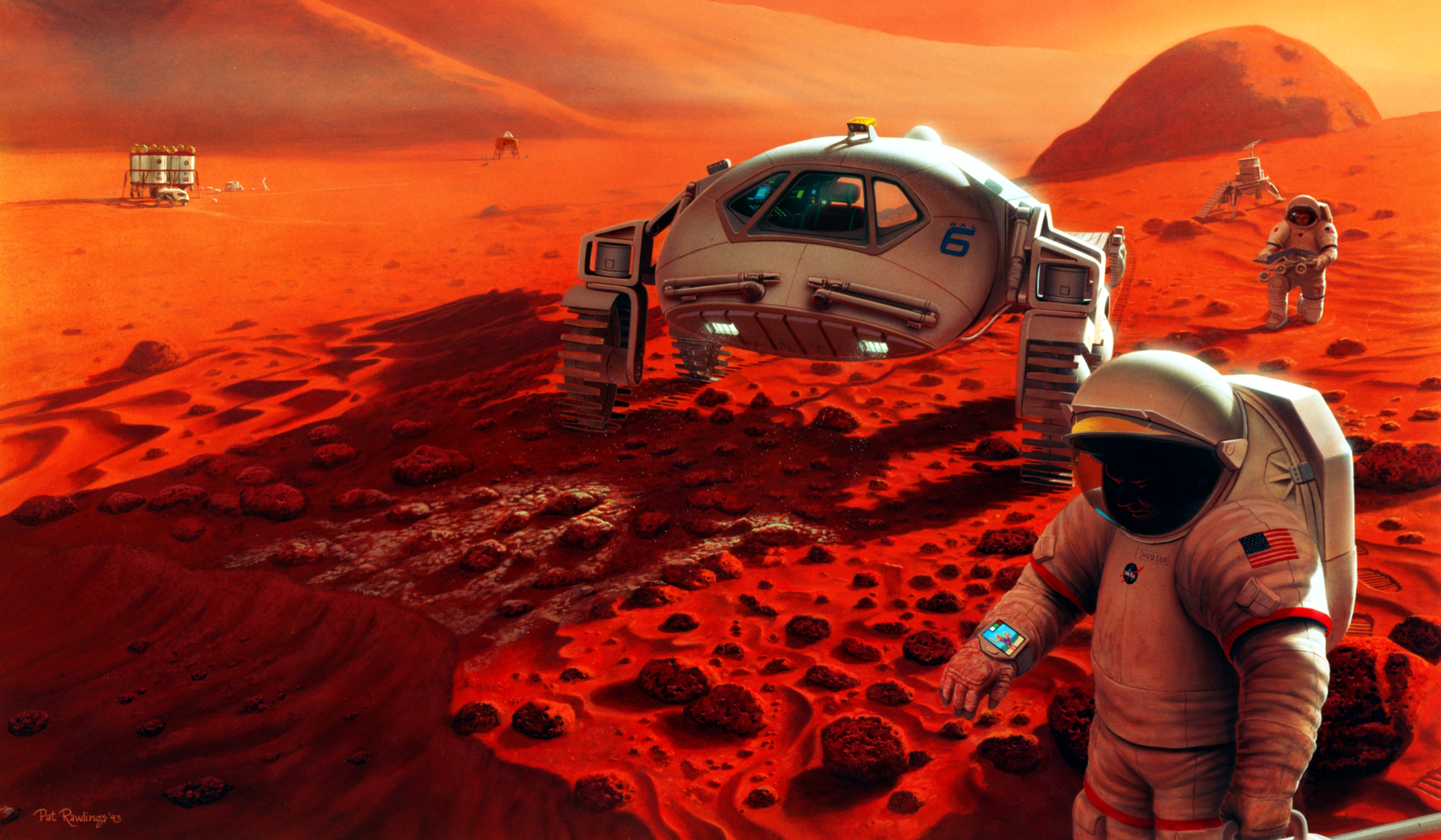
مكونات مختلفة لمهمة مأهولة لسطح المريخ

إن جميع مفاهيم البعثة البشرية الأولية إلى المريخ كما تصورتها البرامج الفضائية الحكومية - مثل تلك التي خططت لها ناسا ووكالة الفضاء الروسية الفدرالية وESA - لن تكون بِعثَات مباشرة للاستعمار، لكنها مُخصصة فقط لمهام الإستطلاع والإستكشاف، فكما كانت بعثة أبولو إلى القمر للإستكشاف لا لإقامة مستعمرة دائمة.
يحتاج الاستعمار إلى إنشاء موطن أو بيئة دائمة يُمكنها فيما بعد أن تتمدد وتتمكن من الاكتفاء الذاتي. هناك مَفهومين لبناء أول مستعموة على سطح المريخ هما Mars Direct وSemi-Direct ، الذي يقترحهما روبرت زوبرين ‏.

### بعثة سبيس-إكس.
اعتبارًا من عام 2019، سيقوم مالك شركة سبيس-إكس إيلون ماسك بتمويل وتطوير سلسلة من رحلات الشحن المرتبطة بالمريخ مع نظام BFR rocket and spaceship system للصواريخ وسفن الفضاء في وقت مبكر في عام 2022، تليها أول رحلة طيران إلى المريخ في عام 2024. خلال المرحلة الأولى، سيكون الهدف هو إطلاق العديد من صورايخ ومركبات BFR لنقل وتجميع محطة وقود الميثان / الأوكسجين، وبناء قاعدة استعدادًا لتواجد موسع علي السطح. الاستعمار الناجح سيشمل في النهاية العديد من العوامل الاقتصادية - سواء الأفراد أو الشركات أو الحكومات - لتسهيل نمو الوجود البشري على المريخ على مدى عقود عديدة.

## التشابه النسبي مع الأرض
يتشابه كوكب الأرض وكوكب الزهرة في التركيب والحجم وجاذبية السطح ـ لذلك يُطلق عليه توأم الأرض ـ لكن أوجه التشابه بين المريخ والأرض أكثر اختلافاً عند التفكير في الاستعمار. وتشمل هذه:
يوم المريخ أو «سول» قريب جدًا من مدة يوم الأرض. اليوم حسب التوقيت الشمسي على المريخ هو 24 ساعة و 39 دقيقة و 35,244 ثانية. يحتوي المريخ على مساحة سطحية تبلغ 28,4٪ من الأرض، أقل بقليل من كمية الأرض الجافة على الأرض (التي تمثل 29,2٪ من سطح الأرض). يحتوي المريخ نصف قطر الأرض وعُشر الكتلة فقط. هذا يعني أنه يحتوي على حجم أصغر (~ 15٪) ومتوسط كثافة أقل من الأرض.
المريخ لديه ميل محوري من 25,19 درجة، على غرار 23,44 درجة للأرض. ونتيجة لذلك، فإن المريخ لديه مواسم تشبه كثيراً مواسم الأرض، لكن مدة تلك الفصول هي ضعفي فترة فصول الأرض، لأن سنة المريخ تساوى 1,88 سنة للأرض، وذلك لبعد مداره عن الشمس. يشير القطب الشمالي المريخي حاليًا إلى كوكبة الدجاجة Cygnus ، وليس إلي كوكبة الدب الأصغر Ursa Minor مثل الأرض.
وتؤكد الإستكشافات الأخيرة التي أجرتها مارس ريكونيسانس أوربيتر التابعة لوكالة ناسا، ومارس إكسبريس التابعة لوكالة الفضاء الأوروبية وفينيكس التابعة لوكالة ناسا، إلى وجود جليد مائي على سطح المريخ.

## الاختلاف عن الأرض
| Location                           | Pressure                     |
| ---------------------------------- | ---------------------------- |
| قِمة جبل أوليمبوس                   | 0.03 كيلوباسكال (0.0044 psi) |
| متوسط الضغط على المريخ             | 0.6 كيلوباسكال (0.087 psi)   |
| قاع هيلاس بلانيتيا Hellas Planitia | 1.16 كيلوباسكال (0.168 psi)  |
| حد آرمسترونغ                       | 6.25 كيلوباسكال (0.906 psi)  |
| قِمة جبل أفرست                      | 33.7 كيلوباسكال (4.89 psi)   |
| مستوى سطح البحر على الأرض          | 101.3 كيلوباسكال (14.69 psi) |

على الرغم من أن هناك بعض أليف الظروف القاسية التي تعيش في ظروف شديدة الصعوبة على الأرض، بما في ذلك برامج المحاكاة التي تحاكى بيئة المريخ، فإنهُ لا يمكن للنباتات والحيوانات عمومًا البقاء على قيد الحياة في الظروف الموجودة على سطح المريخ.
الجاذبية على سطح المريخ تساوى 38٪ من جاذبية الأرض. على الرغم من أن الجاذبية الصغري معروفة بأنها تسبب مشاكل صحية مثل فقدان العضلات وهشاشة العظام، فإنه من غير المعروف ما إذا كانت الجاذبية المريخية سيكون لها تأثير مُماثل. كان المشروع Biosatellite للمريخ مشروعًا مقترحًا يهدف إلى معرفة المزيد عن التأثير الذي ستحدثه جاذبية سطح المريخ على البشر، ولكن تم إلغاؤه بسبب نقص التمويل.
المريخ أكثر برودة من الأرض، فمع متوسط درجات حرارة السطح بين -87 و -5 ° م، فإن أدنى درجة حرارة سجلت على الأرض حتى الآن هي -89,2 درجة مئوية، في القارة القطبية الجنوبية.
قد تظهر المياه السطحية على المريخ لفترة وجيزة، ولكن فقط في ظل ظروف معينة.
ونظرًا لأن المريخ يبعد حوالي 52٪ عن الشمس، فإن كمية الطاقة الشمسية التي تدخل الغلاف الجوي العُلوي لكل وحدة مساحة (ثابت الطاقة الشمسية) تبلغ حوالي 43,3٪ فقط مما يصل إلى الغلاف الجوي العُلوي للأرض. ومع ذلك، فبسبب غُلاف المريخ الجوي الأضعف، تصل نسبة أعلى من الطاقة الشمسية إلى السطح. [المصدر لا يؤكد ذلك]
الحد الأقصى للإشعاع الشمسي على المريخ حوالي 590 واط/م2 مقارنة بحوالي 1000 واط/م2 على سطح الأرض. بالإضافة إلي أن العواصف الترابية على مدار السنة على سطح المريخ قد تمنع أشعة الشمس لأسابيع في كل مرة.
مدار كوكب المريخ أكثر انحرافاً عن الأرض (إنحراف مداري)، مما يزيد درجة الحرارة والتغيرات الشمسية الثابتة. وبسبب عدم وجود غلاف مغناطيسي، يمكن للعواصف الشمسية والأشعة الكونية الوصول بسهولة إلى سطح المريخ.
الضغط الجوي على المريخ أقل بكثير من حد أرمسترونغ الذي يمكن للناس البقاء على قيد الحياة من دون بذلات ضغط خاصة. وبما أنه لا يمكن توقع وجود عملية إعادة تأهيل للمريخ على أنها حل قريب الأجل، فإنه يتعين بناء هياكل صالحة للسكن على المريخ بأوعية ضغط شبيهة بالمركبة الفضائية، قادرة على احتواء ضغط يتراوح بين 30 و 100 كيلو باسكال. أُنظر الغلاف الجوي للمريخ.
الغلاف الجوي المريخي هو 95 ٪ من ثاني أكسيد الكربون، 3 ٪ النيتروجين، الأرغون 1,6 ٪، وآثار غازات أخرى بما في ذلك الأكسجين مجموعها أقل من 0,4 ٪.
لا يعمل الغلاف الجوي الرقيق للمريخ على تصفية أشعة الشمس فوق البنفسجية.

## شروط المستعمرة البشرية

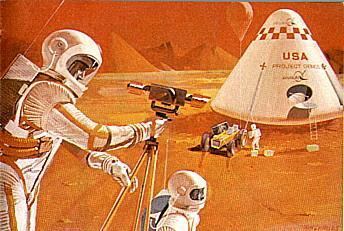
بعثة بشرية ستعمل على السطح ، ولكن لفترة محدودة من الوقت

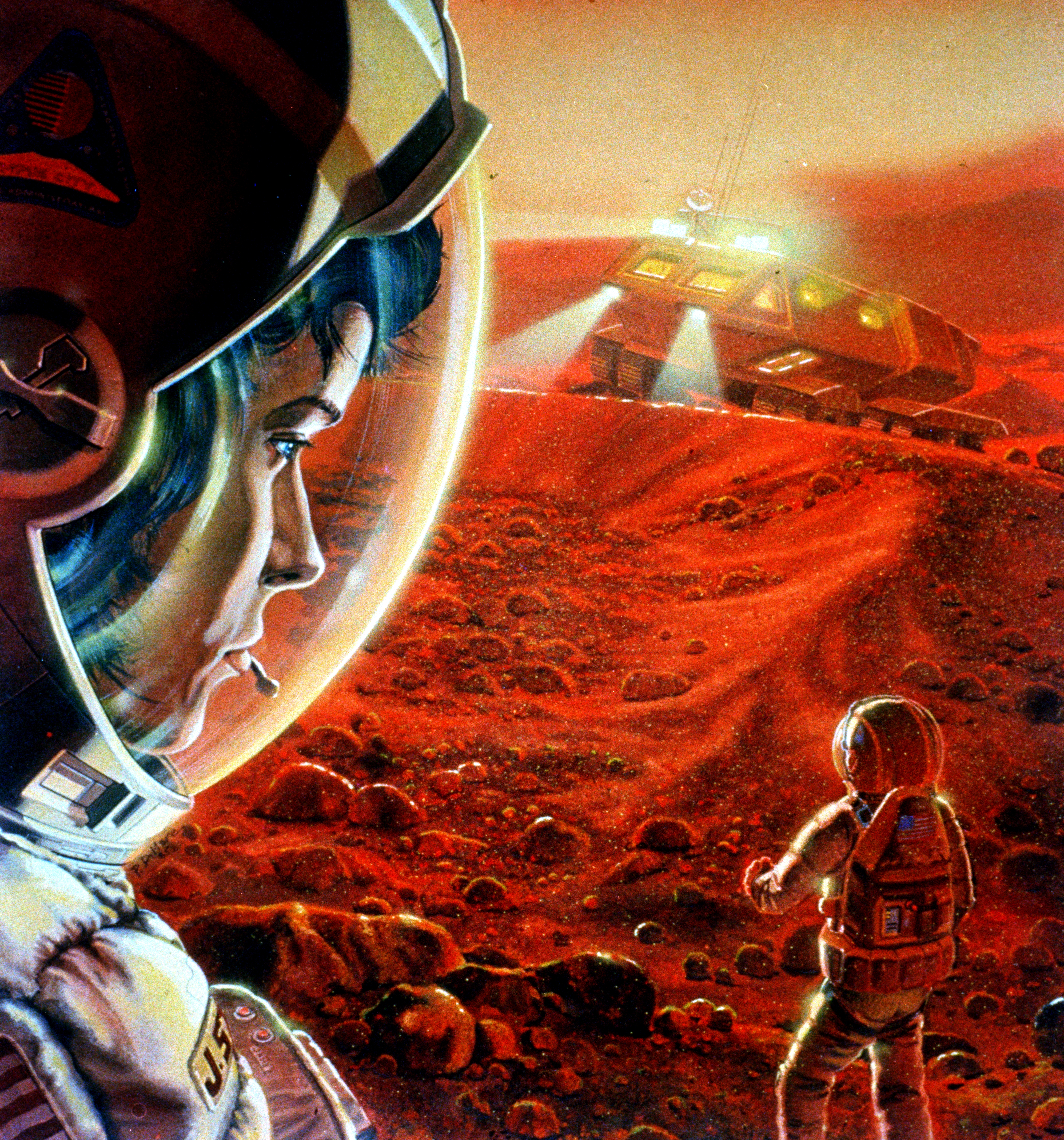
الغُبار المريخى هو عامل شديد الخطورة على كافة المهام على سطح المريخ

الظروف على سطح المريخ قريبة نسبياً إلى الظروف على سطح الأرض من حيث درجة الحرارة وضوء الشمس أكثر من أي كوكب آخر أو قمر آخر، باستثناء قمم السحب من كوكب الزهرة. ومع ذلك، فإن السطح غير مضياف للبشر أو أغلب أشكال الحياة المعروفة بسبب انخفاض ضغط الهواء بشكل كبير، والغُلاف الجوي الذي يحتوي على نسبة أكسجين بنسبة 0,1٪ فقط.
في عام 2012، تم الإبلاغ عن أن بعض الأشنة والبكتيريا الزرقاء نجت وأظهرت قدرة كبيرة على التكيف لعملية التمثيل الضوئي بعد 34 يومًا في ظروف المريخ المحاكية في مختبر محاكاة المريخ (MSL) الذي يحتفظ به المركز الألماني للطيران (DLR). ويعتقد بعض العلماء أن البكتيريا الزرقاء يمكن أن تلعب دورًا في تطوير مستوطنات ذاتية الأكتفاء على سطح المريخ. ويقترحون أن البكتيريا الزرقاء يمكن أن تستخدم مباشرة في تطبيقات مختلفة، بما في ذلك إنتاج الغذاء والوقود والأكسجين، ولكن أيضا بشكل غير مباشر: يمكن أن تدعم نمو الكائنات الحية الأخرى، مما يفتح الطريق أمام مجال واسع من الكائنات الحية التي تدعم الحياة باستخدام موارد المريخ.
لقد إستكشف البشر أجزاء من الأرض تطابق بعض الظروف على سطح المريخ. استنادًا إلى بيانات وكالة الفضاء الأمريكية (ناسا)، تتشابه درجات الحرارة على سطح المريخ (عند خطوط العرض المنخفضة) مع تلك الموجودة في القارة القطبية الجنوبية. ويماثل الضغط الجوي على الارتفاعات العليا (35 كم، الضغط على سطح المريخ.
يتطلب بقاء الإنسان على المريخ تدابير معقدة لحماية أشكال الحياة المختلفة والعيش في بيئات اصطناعية.
و قد تحققت وكالة ناسا في إمكانية الوصول إلى المياه على سطح المريخ (المجمدة أو غير ذلك) عن طريق الحفر.

### التأثير على البشر
يمثل المريخ بيئة معادية للسكن البشري. ولقد تم تطوير تقنيات مختلفة لمساعدة إستكشاف الفضاء على المدى الطويل ويمكن استخدام تلك التقنيات للسكن على سطح المريخ. الرقم القياسي الحالي لأطول رحلة طيران متتالية هو 438 يومًا من قبل رائد الفضاء فاليري بولياكوف، وأطول وقت في الفضاء هو 872 يومًا من قبل جينادي بادالكا. أطول وقت يتم قضاؤه خارج نطاق حماية حزام فان آلن الإشعاعي هو حوالي 12 يومًا للهبوط على سطح القمر «أبولو17». وهذا أمر بسيط مقارنة برحلة الـ1100 يوم المُخطط من قِبل وكالة ناسا في عام 2028. كما افترض العلماء أن العديد من الوظائف البيولوجية المختلفة يمكن أن تتأثر سلبيًا ببيئة المريخ. بسبب ارتفاع مستويات الإشعاع، بالإضافة إلى العديد من الآثار الجانبية الفيزيائية التي يجب تخفيفها.

#### الآثار الفزيائية
يؤثر الفرق في الجاذبية بين الأرض والمريخ (والفضاء عموماً) سلبًا على صحة الإنسان عن طريق إضعاف العظام والعضلات. وهُناك أيضا خطر من مرض هشاشة العظام ومشاكل القلب والأوعية الدموية. وَضَعت عمليات التناوب الحالية على متن محطة الفضاء الدولية رواد الفضاء في حالة انعدام الجاذبية لمدة ستة أشهر، وهي فترة زمنية مماثلة لرحلة في اتجاه واحد إلى المريخ. وهذا يعطي الباحثين القدرة على فهم بشكل أفضل الحالة الفيزيائية التي سيصل إليها رواد الفضاء إلى المريخ. فبمجرد الوصول إلى المريخ ستبلغ نسبة الجاذبية السطحية 38٪ فقط من التي على الأرض. وعند العودة إلى الأرض، فإن الشفاء من فقدان العظام وضمورها قد يستغرق وقتاً طويلاً، وقد لا يمكن عكس آثار الجاذبية الصُغري السلبية على الإطلاق.
هناك أيضا مخاطر إشعاعية شديدة على المريخ يمكن أن تؤثر على التفكير بشكل سليم، وتدهور صحة القلب والأوعية الدموية، وتمنع التكاثر، وتسبب السرطان.

#### الأثار النفسية
بسبب بطء الاتصالات بين الأرض والمريخ، يجب تطوير بروتوكولات جديدة من أجل تقييم الصحة النفسية لأفراد الطاقم، لذلك طوّر الباحثون محاكاة مريخية تُسمى HI-SEAS تضع العلماء في مختبر مريخى مُحاكي لدراسة الآثار النفسية للعزلة، والمهام المتكررة، والعيش في أماكن صغيرة مع علماء آخرين قد تصل فترة المحاكاة إلى عام في كل مرة. ويجري تطوير برامج الكمبيوتر لمساعدة الطواقم في القضايا الشخصية في غياب التواصل المباشر مع المهنيين على وجه الأرض. الاقتراحات الحالية لاستكشاف المريخ والاستعمار هي اختيار الأفراد الذين اجتازوا الفحص النفسي. كما تم اقتراح جلسات نفسية اجتماعية للعودة إلى الوطن من أجل إعادة توجيه الناس إلى المجتمع.

### إعادة تأهيل الكوكب

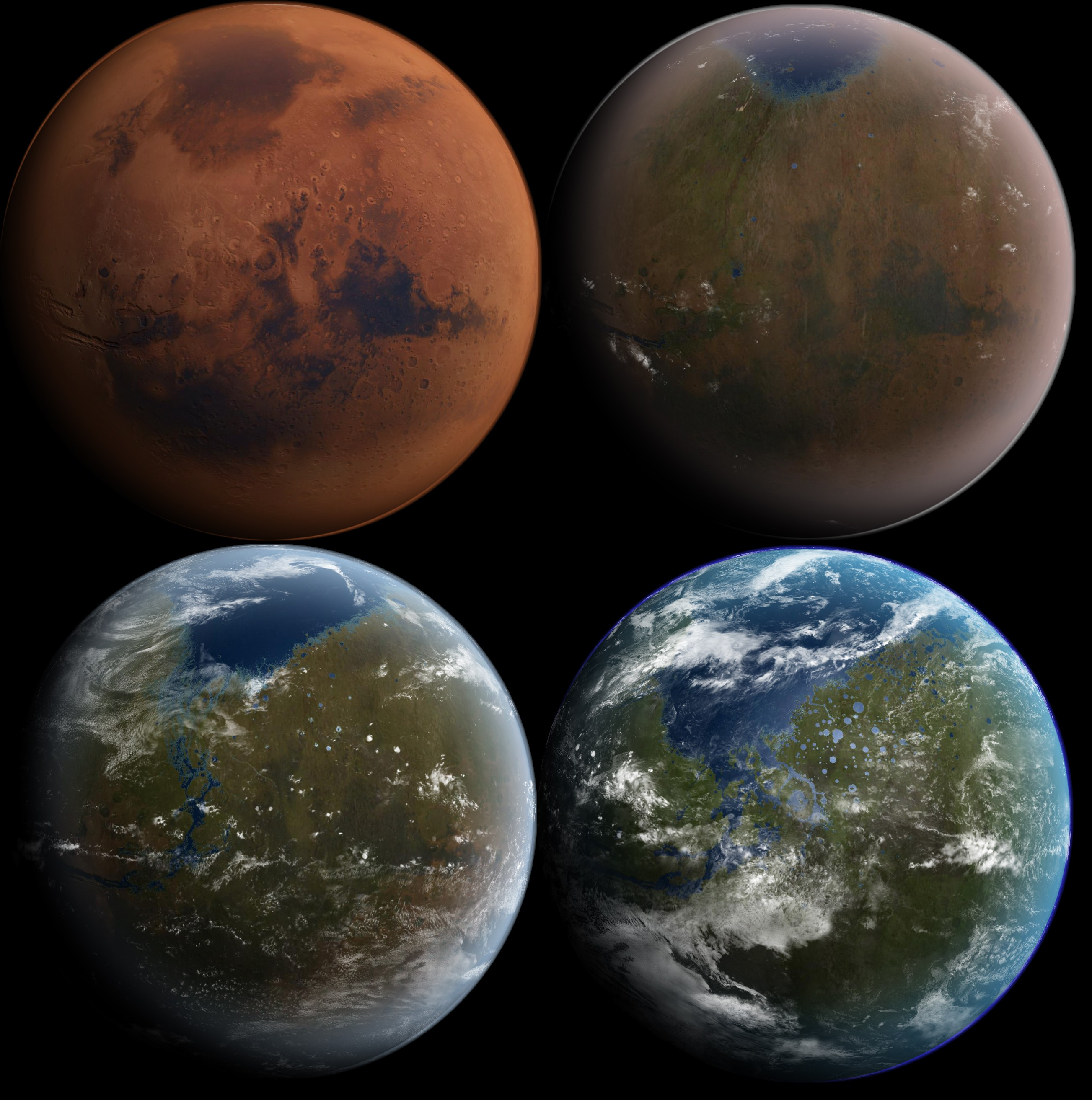
تخَيُل الباحثون لعملية إعادة تأهيل للمريخ

هناك الكثير من النقاش حول إمكانية إعادة تأهيل المريخ للسماح لمجموعة متنوعة من أشكال الحياة، بما في ذلك البشر، بالبقاء دون مساعدة التكنولوجيا على سطح المريخ، بما في ذلك التقنيات اللازمة للقيام بذلك.

## الإشعاعات
ليس للمريخ غُلاف مغناطيسي كما للأرض. ويسمح هذا، إلى جانب الغلاف الجوي الرقيق، بكمية كبيرة من الإشعاعات المؤينة للوصول إلى سطح المريخ. تحمل المركبة الفضائية مارس أوديسي أداة لقياس الإشعاع. ووجدت ماري أن مستويات الإشعاع في المدار فوق المريخ أعلى بمقدار 2,5 مرة منها في محطة الفضاء الدولية. كان متوسط الجرعة اليومية حوالي 220 ميكروجراي (22 مهر) - أي ما يعادل 0,08 غي في السنة. سيكون التعرض لمدة ثلاث سنوات لهذه المستويات قريبًا من حدود الأمان التي تعتمدها حاليًا وكالة ناسا. [بحاجة لمصدر] المستويات على سطح المريخ ستكون أقل نوعًا ما وقد تختلف اختلافًا كبيرًا في مواقع مختلفة اعتمادًا على الارتفاع والمجالات المغناطيسية المحلية. ومن شأن بناء الأحياء السكنية تحت الأرض (ربما في أنابيب الحمم المريخية الموجودة بالفعل) أن يُقلل بدرجة كبيرة من تعرض المستعمرين للإشعاع.

مقارنة الجُرعات الإشعاعية - تتضمن الكمية المرصودة في الرحلة من الأرض إلى المريخ بواسطة RAD على MSL (2011-2013).

يبقى لنا الكثير لنتَعلمُه عن إشعاعات الفضاء. في عام 2003، إفتتح مركز ليندون ب. جونسون للفضاء التابع لناسا «مختبر ناسا للكشف عن الإشعاع الفضائي»، في مختبر بروكهافن الوطني، والذي يوظف مسرعات الجسيمات لمحاكاة الإشعاع الفضائي. تدرس المُنشأة آثاره على الكائنات الحية، فضلا عن تجربة تقنيات التدريع. في البداية، كان هناك بعض الأدلة على أن هذا النوع من الإشعاع المزمن منخفض المستوى ليس بالقدر نفسه من الخطورة كما كان يعتقد في السابق؛ لكن أشارت نتائج دراسة أُجريت عام 2006 إلى أن البروتونات من الإشعاع الكوني قد تُسبب ضعفًا كبيرًا في الحمض النووي كما كان متوقعًا سابقًا، مما يعُرض رواد الفضاء إلى خطر أكبر للإصابة بالسرطان والأمراض الأخرى. ونتيجة للإشعاع العالي في بيئة المريخ، ذكر التقرير الموجز لمراجعة لجنة خطط الطيران البشرية الأمريكية في عام 2009 أن: «المريخ ليس مكانًا سهلاً للزيارة بالتكنولوجيا الحالية ودون استثمار كبير في الموارد.» تستكشف ناسا مجموعة متنوعة من التقنيات والتقنيات البديلة مثل الدروع الواقية من البلازما لحماية رواد الفضاء والمركبات الفضائية من الإشعاع.
في سبتمبر 2017، ذكرت وكالة ناسا أن مستويات الإشعاع على سطح كوكب المريخ قد تضاعفت بشكل مؤقت، وكانت مرتبطة مع الشفق 25 مرة أكثر إشراقا من أي ملاحظة في وقت سابق، وذلك بسبب عاصفة شمسية ضخمة وغير متوقعة في منتصف الشهر.

## التنقل

### رحلات الفضاء بين الكواكب

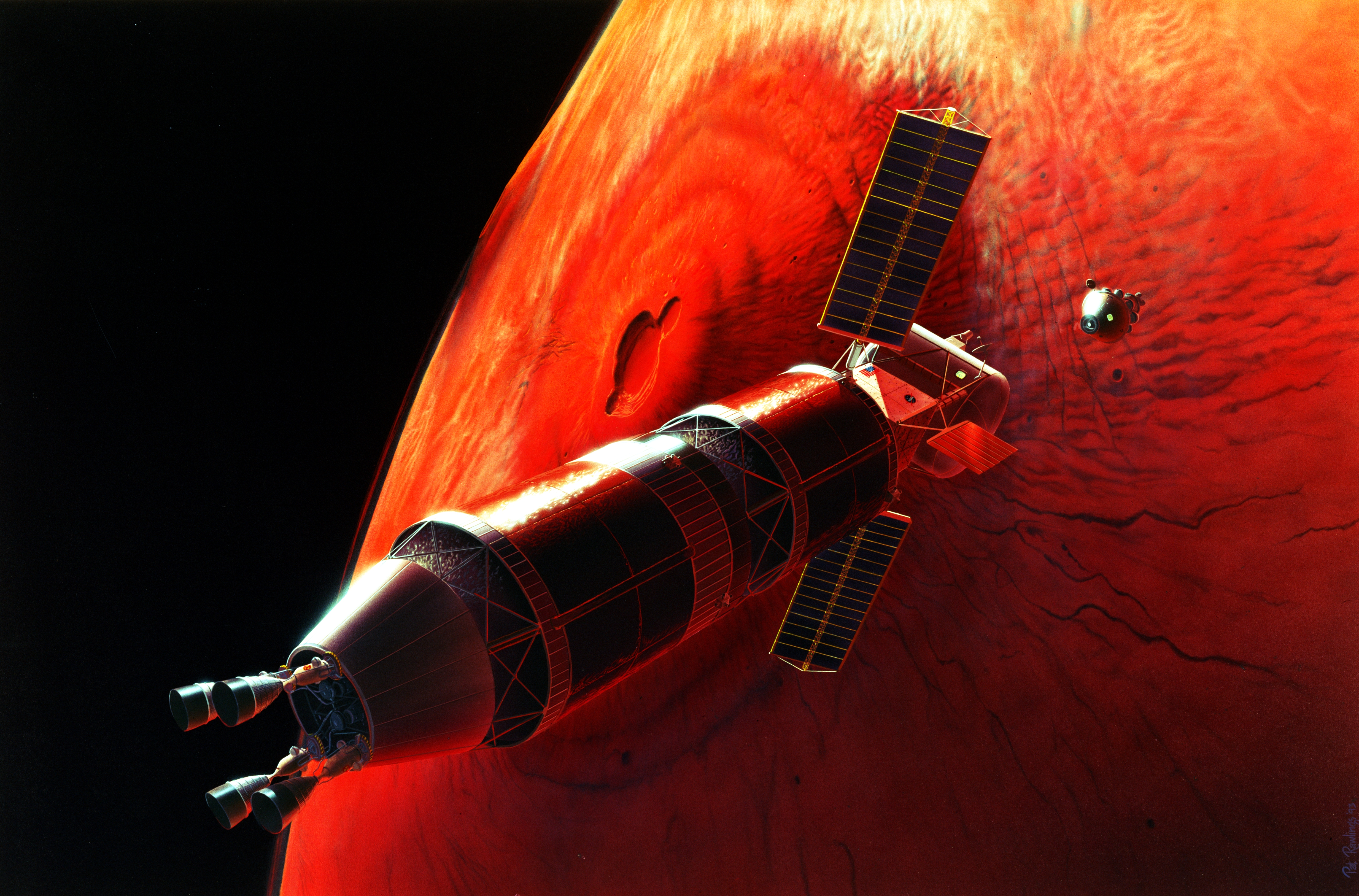
الالتقاء ، سفينة نقل بين الكواكب و قاعدة الهبوط يجتمعان معاً على سطح المريخ

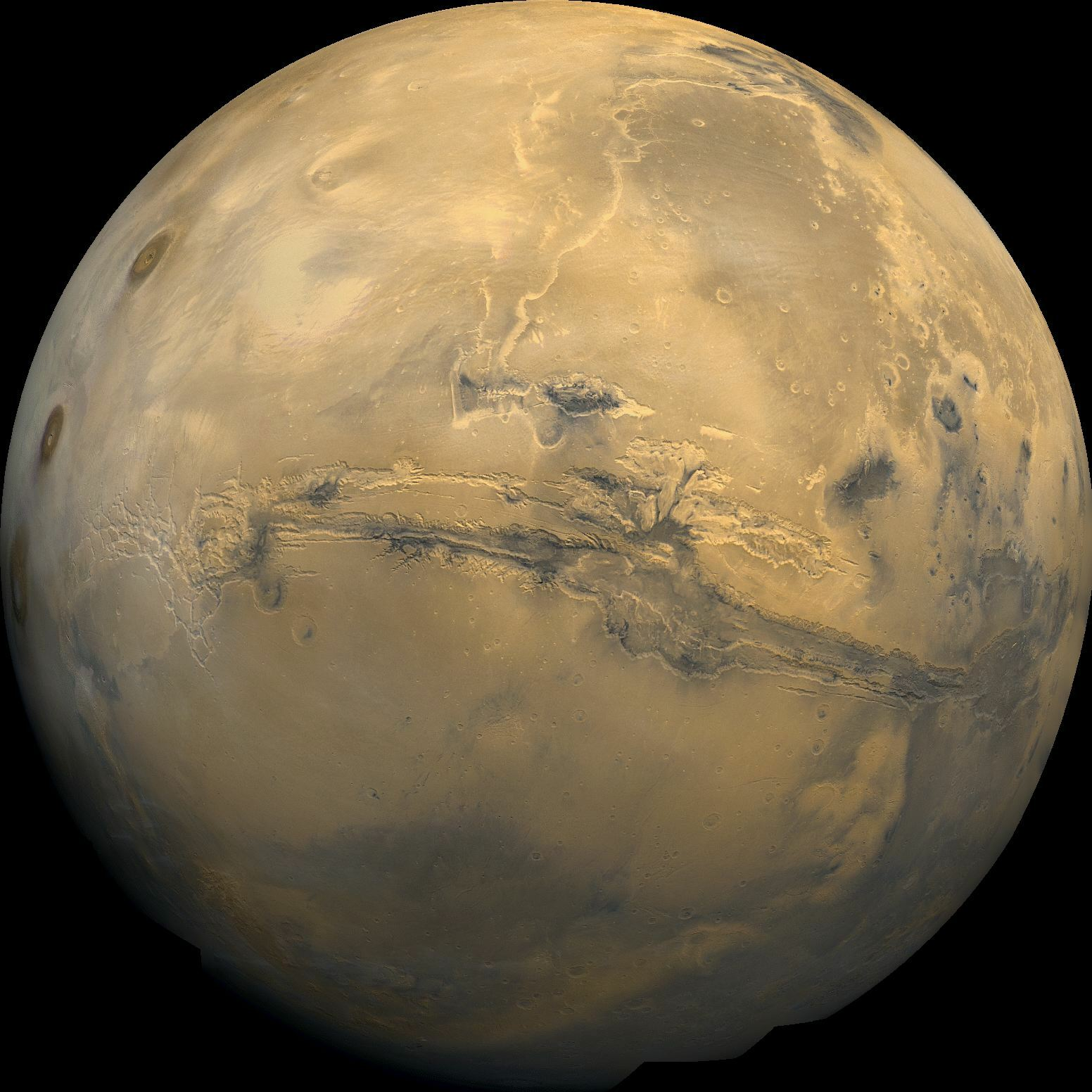
المريخ, فايكينج 1, 1980.

يتطلب الوصول للمريخ من الأرض طاقة أقل لكل وحدة كتلة (دلتا v) أكثر من أي كوكب ما عدا كوكب الزهرة. باستخدام مدار هوهمان الانتقالي. تتطلب الرحلة إلى المريخ ما يقرب من تسعة أشهر في الفضاء. لكن مسارات التحويل المُعدلة تقلل من وقت السفر إلى أربعة إلى سبعة أشهر في الفضاء مُمكنة في مقابل كميات أكبر من الطاقة والوقود مقارنة بمدار انتقال هوهمان، وهي عادتاً مستخدمة لمهام المريخ الروبوتية. يتطلب تقصير مدة السفر أقل من ستة أشهر زيادة الدلتا وكميات متزايدة من الوقود، وذلك صعب في الصواريخ الكيماوية. ويمكن أن يكون ذلك ممكنًا مع تقنيات دفع المركبات الفضائية المتقدمة، والتي تم اختبار بعضها بالفعل إلى مستويات مختلفة، مثل صاروخ Magnetoplasma Rocks ، والصواريخ ذات الدفع النووي. ففي الحالة الأولى، يمكن الحصول على وقت رحلة مدته أربعين يومًا، وفي هذه الحالة الأخيرة، قد تصل مدة الرحلة إلى أسبوعين تقريبًا. في عام 2016، قال عالِم بجامعة كاليفورنيا أنه بإمكانهم تقليل وقت السفر لإجراء تحقيق روبوتي إلى المريخ إلى «أقل من 72 ساعة» باستخدام نظام «الدفع الفوتوني» بدلاً من نظام الدفع الصاروخي القائم على الوقود.
أثناء الرحلة، سيخضع رواد الفضاء للإشعاع، الأمر الذي يتطلب وسيلة لحمايتهم. تُسبب الأشعة الكونية والرياح الشمسية تلف الحمض النووي، مما يزيد من خطر الإصابة بالسرطان بشكل كبير. تأثير السفر على المدى الطويل في الفضاء بين الكواكب غير معروف، لكن العلماء يُقدِرون خطرًا إضافيًا يتراوح بين 1٪ و 19٪ (تقدير واحد هو 3,4٪) للرجال بالموت بسبب السرطان بسبب الإشعاع أثناء الرحلة إلى المريخ والعودة إلى الأرض. بالنسبة للنساء فإن الاحتمال أعلى بسبب الأنسجة الغدية الأكبر.

### الهبوط على المريخ

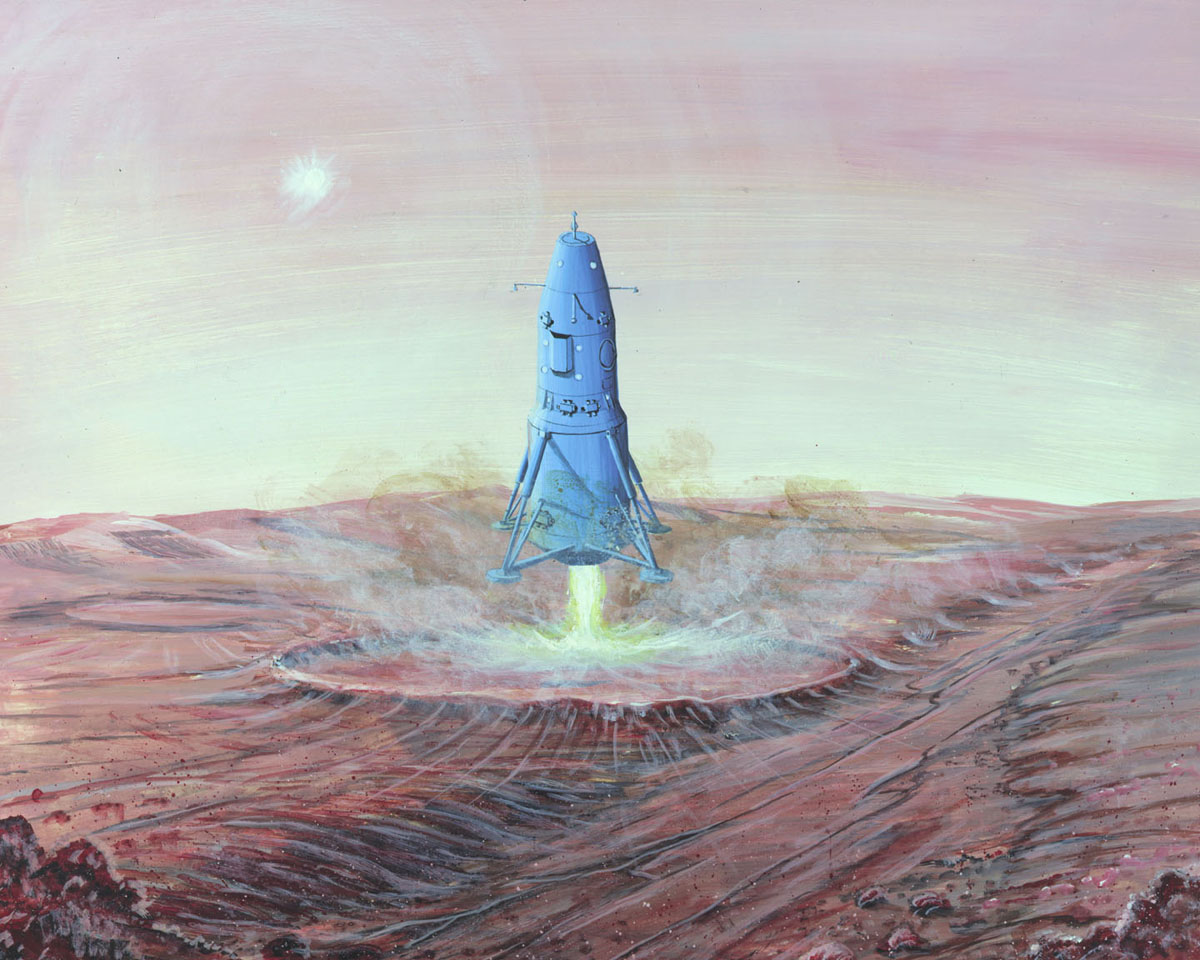
صورة تصورية لعملية هبوط على المريخ (1986).

جاذبية المريخ السطحية تساوى 0,38 مرة من الأرض، ويبلغ كثافة غلافه الجوي حوالي 0,6 ٪ من ذلك على الأرض. تجعل الجاذبية القوية نسبياً والتأثيرات الديناميكية الهوائية من الصعب هبوط المركبات الفضائية الثقيلة ذات الدفع فقط، كما حدث مع هبوط أبولو على سطح القمر، ومع ذلك فإن الغلاف الجوي ضئيل للغاية حتى تكون التأثيرات الإيرودينامية مفائدة لكبح جماح المركبات الهابطة على سطحه. ستتطلب عمليات الهبوط على كوكب المريخ أن تكون أنظمة الكَبح والهبوط مختلفة عن أي شيء أُستخدِم في مركبة فضائية على سطح القمر أو أي بعثة روبوتية على سطح المريخ.
إذا افترضنا أن مادة البناء النانو الكربوني ستكون متاحة بـقوة 130 جيجا باسكال، فيمكن بناء مصعد فضاء لإيصال الأشخاص والمواد على المريخ. كما تم اقتراح مصعد فضاء في القمر فوبوس.

## المُعدات المطلوبة لبدء الاستعمار
سيتطلب استعمار المريخ مجموعة واسعة من المُعدات - الأجهزة لتقديم الخدمات المباشرة إلى البشر ومعدات الإنتاج المُستخدمة لإنتاج الغذاء والوقود والماء والطاقة والأكسجين القابل للتنفس - من أجل دعم جهود الاستعمار البشري. سوف تشتمل المعدات المطلوبة على:
- موطن أو بيئة صالحة للحياة.
- مرافِق التخزين.
- مساحات للعمل.
- غُرفة الضغط، للتحكم بالضغط وإدارة الغبار.
- مُعِدات موقع لإستخراج الموارد - مبدئياً من أجل الماء والأكسجين، ولاحقاً للمعادن ومواد البناء، إلخ.
- معدات لإنتاج الطاقة وتخزين الطاقة، وبعض الطاقة الشمسية وربما النووية كذلك.

- مساحات ومُعدات لإنتاج الطعام.

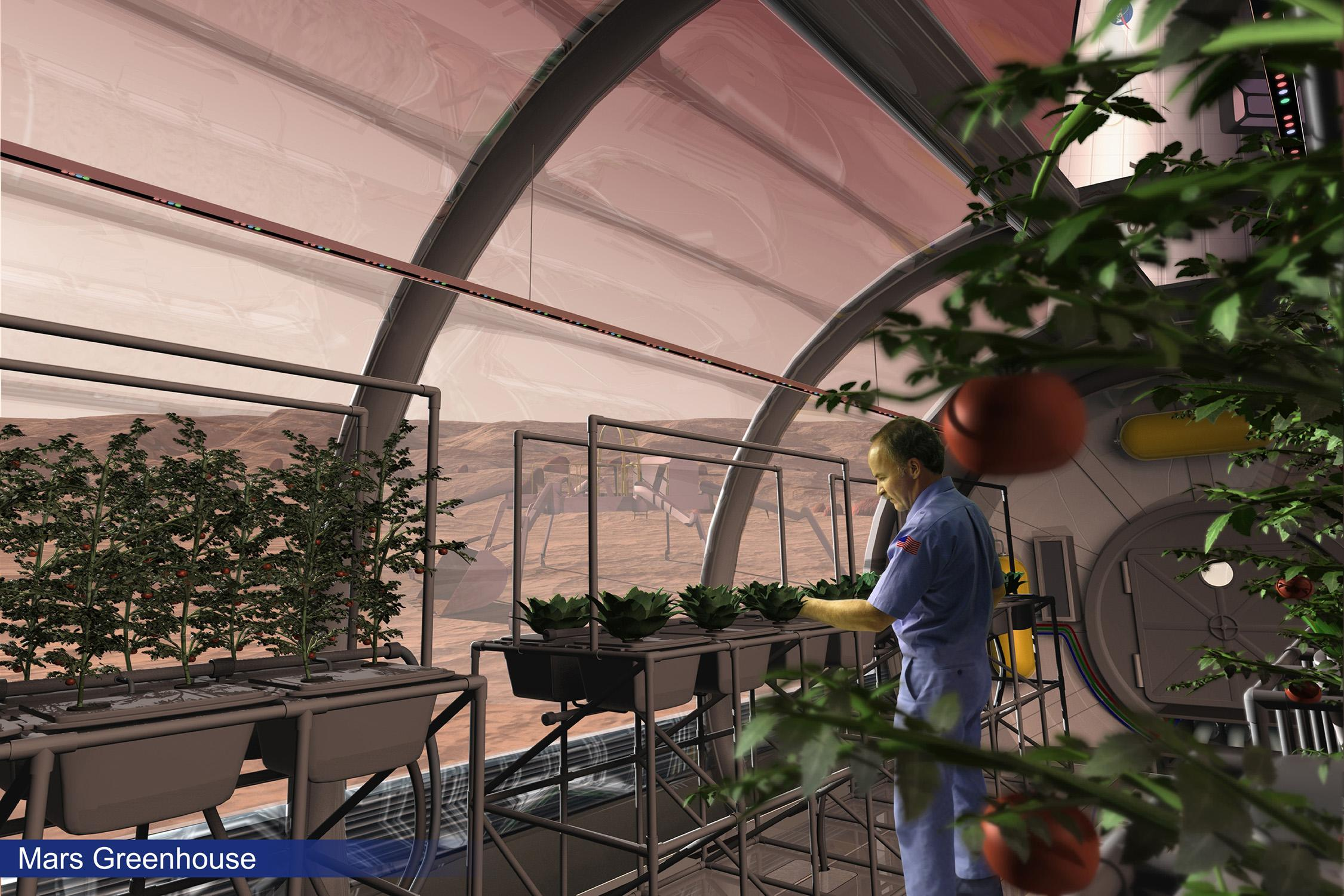
الصوب/الدفيئات الزراعية المريخية في تصميم لمستعمرة، خاصة لإنتاج الأغذية وأغراض أخرى.

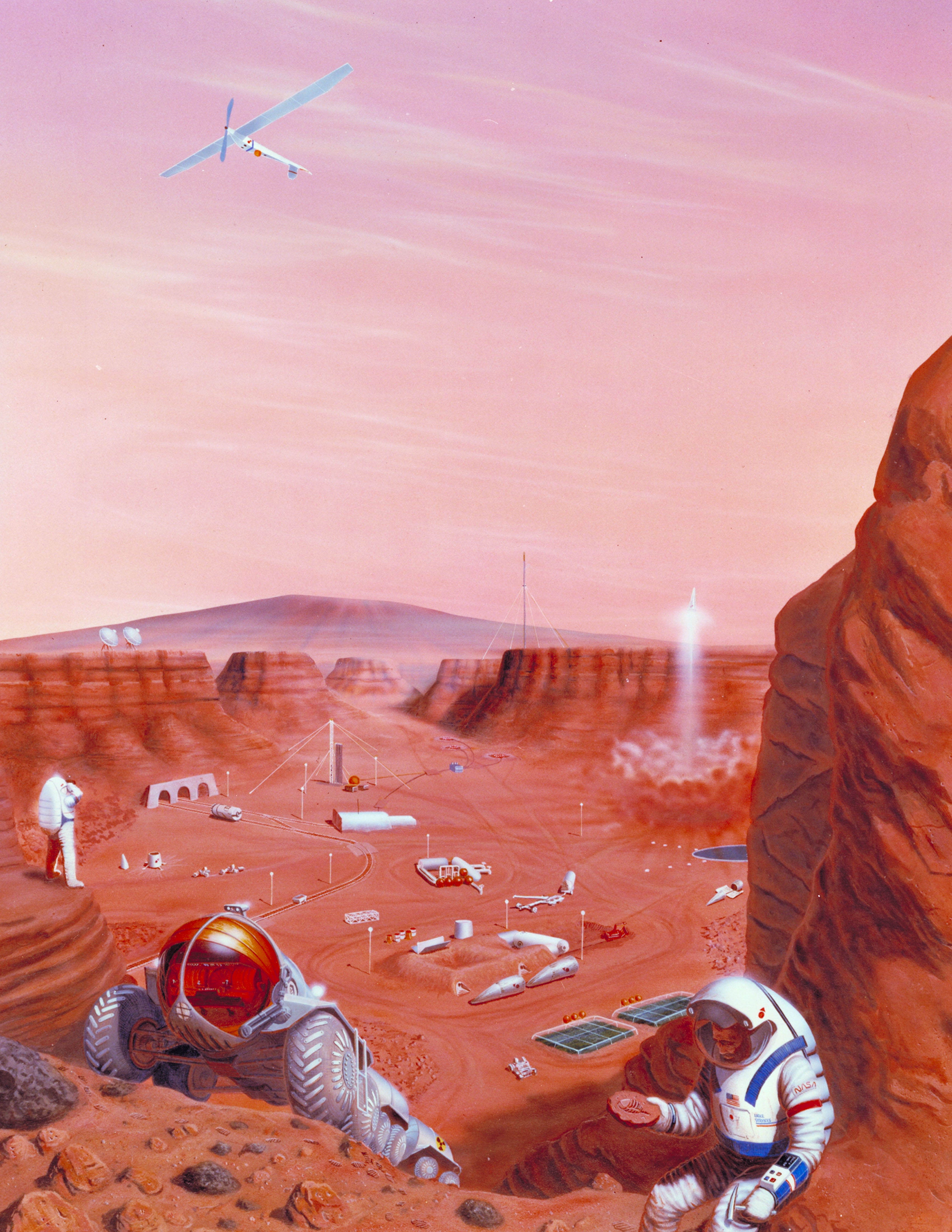
عرض لتقنيات وأجهزة مختلفة للمريخ في الرسم التوضيحي لقاعدة المريخ

- مُعدات لإنتاج وقود الصواريخ. يعتقد عمومًا أن الهيدروجين والميثان من خلال رد فعل Sabatier reaction للوقود - مع أكسدة الأكسجين - لمحركات الصواريخ الكيميائية.
- الوقود أو مصدر طاقة آخر للاستخدام للنقل السطحي. تم اقتراح استخدام محركات أول أكسيد الكربون / الأكسجين (CO / O2) لإستخدام النقل السطحي المبكر حيث يمكن إنتاج كل من أول أكسيد الكربون والأكسجين بشكل مباشر بواسطة التحليل الكهربائي لثنائي أكسيد الزركونيوم من الغلاف الجوي المريخي دون الحاجة إلى استخدام أي من موارد المياه المريخية للحصول على الهيدروجين.
- معدات الاتصالات.
- مُعدات للتحرك على السطح - بدلة المريخ، مركبات لنقل الرواد على السطح، وربما حتى طائرات المريخ.

و وفقًا لـ إيلون ماسك، «حتى إذا كان هُناك مليون شخص [يعملون على المريخ] ، فإنك تفترض قدراً مذهلاً من الإنتاجية لكل شخص، لأنك ستحتاج إلى إعادة إنشاء القاعدة الصناعية بأكملها على سطح المريخ ... ستحتاج إلى التعدين وتجهيز كُل هذه المواد المُختلفة، في بيئة أكثر صعوبة من الأرض».

### الاتصالات
الاتصالات مع الأرض غير مُعقدة نسبيًا عندما تكون الأرض فوق أفق المريخ لنصف الكوكب المواجه لها. وقد وضعت ناسا ووكالة الفضاء الأوروبية أقمار صناعية لنقل الاتصالات في العديد من مدارات المريخ، لذا فإن المريخ لديها بالفعل شبكة اتصالات. وفي حين أن هذه الأقمار سوف تنهار في نهاية المطاف، فمن المرجح إطلاق مدارات إضافية ذات قدرة على نقل الاتصالات قبل أن يتم إنشاء أي مُستعمرة.
إن تأخر الاتصالات في اتجاه واحد بسبب المسافة الكبيرة تتراوح بين 3 دقائق إلى 22 دقيقة في أبعد نقطة في بين الكوكبين. سيكون الإتصال في الوقت الفعلي، مثل المحادثات الهاتفية أو الدردشة عبر الإنترنت، بين الأرض والمريخ غير ممكن بدرجة كبيرة نظرًا للتأخير الزمني الطويل. وجدت وكالة ناسا أن الاتصال المباشر يمكن أن يُقطع لمدة أسبوعين تقريبًا عندما تكون الشمس بين المريخ والأرض مباشرةً، على الرغم من أن المدة الفعلية لانقطاع الاتصالات تختلف من مهمة إلى مهمة حسب عوامل متعددة - مثل معدل البيانات الأدنى المقبول من وجهة نظر البعثة. في الواقع، كانت معظم البعثات في المريخ تعاني من انقطاع في الاتصالات لمدة شهر واحد.
يمكن لقمر صناعي عند النقطة L1 أو L2 في نقطة لاغرانج أن يعمل كناقل للإتصالات خلال فترة الانقطاح من أجل حل المشكلة؛ يُمكن حتى أن يكون إنشاء مجموعة من الأقمار الاصطناعية للإتصالات بين مدارى الأرض والمريخ حلاً زهيداً لتأمين الاتصالات في سياق برنامج الاستعمار الكامل.

## الروبوتات الأولية

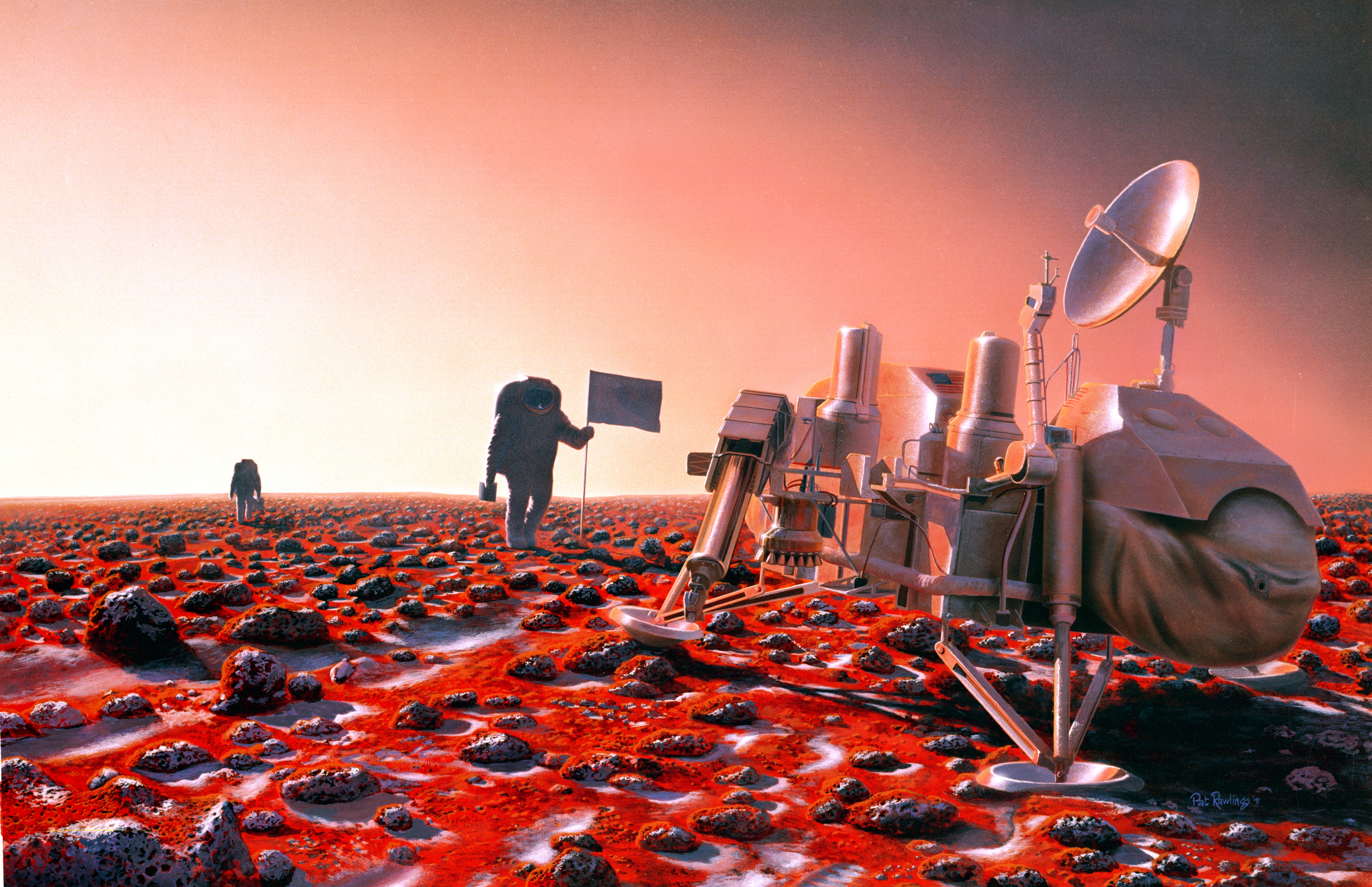
رائد فضاء يقترب من فايكينغ 2

يمكن تمهيد الطريق إلى مستعمرة بشرية بواسطة الأنظمة الآلية مثل متجول إستكشاف المريخ، سبيريت. يمكن لهذه الأنظمة المساعدة في تحديد الموارد، مثل المياه الجوفية أو الجليد، التي من شأنها أن تساعد في نمو المستعمرة وتكاثرها. وستقاس أعمار هذه الأنظمة بالسنوات وحتى العقود، وكما أظهرت التطورات الأخيرة في الرحلات الفضائية التجارية، قد تكون هذه الأنظمة ملكية خاصة وحكومية. هذه الأنظمة الروبوتية لديها أيضا تكلفة مخفضة مقارنة مع العمليات المأهولة، ولديها مخاطر سياسية أقل.
قد ترسى الأنظمة السلكية الأساس لعمليات الإنزال والقواعد في وقت مبكر، من خلال إنتاج المواد الاستهلاكية المختلفة بما في ذلك الوقود والمياه ومواد البناء. يمكن أن يبدأ إنشاء أنظمة الطاقة والاتصالات والمأوى والتدفئة وأسس التصنيع بالأنظمة الآلية، كمقدمة لعمليات مأهولة.
قبل أن يتم نقل البشر للمريخ عام 2030 كما في رؤية سبيس إكس، سيتم إرسال عدد من البعثات الروبوتية إلى المريخ أولاً لنقل المُعدات والمساكن والإمدادات الأساسية.

## الاقتصاد

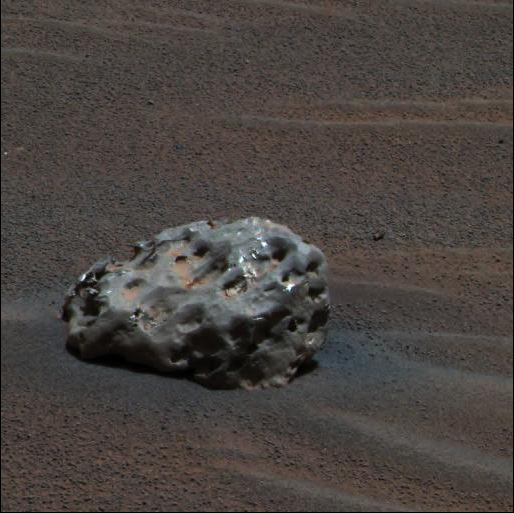
حجر نيزك حديد - نيكل عُثر عليه على سطح كوكب المريخ.

كما هو الحال مع المستعمرات المبكرة في العالم الجديد (الأمريكتين)، فإن الاقتصاد سيكون جانباً حاسماً لنجاح المستعمرة. قد تُسهم جاذبية المريخ المنخفضة وموقعه في النظام الشمسي في تسهيل حركة التجارة بين المريخ والأرض، وقد يوفر سبباً اقتصادياً للاستقرار المُستمر على الكوكب. ونظراً لحجمه وموارده، قد يكون هذا في نهاية المطاف مكاناً لزراعة الأغذية وإنتاج معدات للتنقيب في حزام الكويكبات.
إن المشكلة الاقتصادية الرئيسية هي الاستثمار الضخم المسبق ورأس المال المطلوب لإنشاء المستعمرة وربما أيضا إعادة تأهيل الكوكب.
قد تتخصص بعض مستعمرات الأولى على المريخ في تطوير الموارد المحلية للإستهلاك المريخي، مثل الماء و/أو الثلج. يمكن أيضا استخدام الموارد المحلية في بناء البنية التحتية. أحد مصادر المواد الخام على المريخ المعروف حالياً هو الحديد المعدني في شكل نيازك من النيكل والحديد. يتم استخراج الحديد في هذا الشكل بسهولة أكثر من أكاسيد الحديد التي تغطي الكوكب.
و من السلع التجارية الرئيسية الأخرى على المريخ التي يُمكن تجارتها بين المسعتمرات الأولى هو السماد. مع إفترضنا أن الحياة غير موجودة على سطح المريخ، فإن التربة ستكون سيئة للغاية بالنسبة للنباتات المزروعة، لذا فإن السماد سيكون ذات قيمة كبيرة لأي حضارة على المريخ حتى يتغير الكوكب بدرجة كافية كيميائياً لدعم زراعة النباتات من تلقاء نفسه.
الطاقة الشمسية هي مرشح لإمداد مستعمرة المريخ بالطاقة. إن الإشعاع الشمسي (كمية الإشعاع الشمسي التي تصل إلى المريخ) هو حوالي 42٪ من ذلك على الأرض، حيث أن المريخ يبعد حوالي 52٪ عن الشمس، حيث يقل الإشعاع الشمسى بنسبة مربع المسافة بين الشمس والمريخ. لكن الغلاف الجوي الرقيق سيسمح تقريباً لكل تلك الطاقة بالوصول إلى السطح على عكس الأرض، حيث يمتص الغلاف الجوي ما يقرب من ربع الإشعاع الشمسي. قد يكون ضوء الشمس على سطح المريخ مثل يوم غائم على الأرض بشكل معتدل.
الطاقة الشمسية هي المرشح الأكبر لإمداد مستعمرة المريخ بالطاقة. إن كمية الإشعاع الشمسي التي تصل إلى المريخ هي حوالي 42٪ من تلك التي تصل إلي الأرض، حيث أن المريخ يبعد حوالي 52٪ عن الشمس، ويقل الإشعاع الشمسي لمربع للمسافة. لكن الغلاف الجوي الرقيق يسمح تقريبًا لكل تلك الطاقة بالوصول إلى السطح مقارنة بالأرض ، حيث يمتص الغلاف الجوي ما يقرب من ربع الإشعاع الشمسي. قد يكون ضوء الشمس على سطح المريخ مثل يوم غائم على الأرض بشكل معتدل.

### الدوافع الاقتصادية
يمكن القول بأن استعمار المريخ ممكن عندما تصبح الطرق الضرورية لاستعمار الفضاء رخيصة بما فيه الكفاية (مثل الوصول إلى الفضاء بواسطة أنظمة إطلاق أرخص) للوفاء بالأموال التراكمية التي تتراكم لهذا الغرض.
على الرغم من عدم وجود آفاق فورية للمبالغ الضخمة المطلوبة لإتاحة أي استعمار فضائي نظراً لتكاليف الإطلاق التقليدية، هناك بعض الاحتمالات لتخفيض جذري في تكاليف الإطلاق في عشرينيات القرن العشرين ، مما يقلل بالتالي من التكلفة من أي جهود في هذا الاتجاه. وبسعر منشور يبلغ 62 مليون دولار أمريكي لكل إطلاق يصل إلى 22,800 كيلوغرام من الحمولة إلى مدار أرضي منخفض أو 4,020 كيلوغرام إلى المريخ ، فإن صواريخ سبيس إكس فالكون 9 هي بالفعل «الأرخص حاليًا». تتضمن خطط سبيس إكس الصواريخ القابلة لإعادة الاستخدام Falcon Heavy ومركبات الإطلاق القائمة على الميثان بما في ذلك نظام النقل بين الكواكب. إذا نجحت سبيس إكس في تطوير التكنولوجيا القابلة لإعادة الاستخدام ، فمن المتوقع أن «يكون لها تأثير كبير على تكلفة الوصول إلى الفضاء»، وتغير السوق التنافسية بشكل متزايد في خدمات الإطلاق الفضائية.
قد تتضمن طرق التمويل البديلة إنشاء جوائز التحفيز. فعلى سبيل المثال ، اقترحت لجنة الرئيس لتنفيذ سياسة الولايات المتحدة لاستكشاف الفضاء لعام 2004 أنه ينبغي إقامة مسابقة حافز ، ربما من قبل الحكومة ، لتحقيق الاستعمار الفضائي. أحد الأمثلة المقدمة هو تقديم جائزة للمنظمة الأولى لوضع البشر على القمر وإعالتهم لفترة محددة قبل عودتهم إلى الأرض.

## الأماكن المُقترحة للاستعمار
المناطق الاستوائية

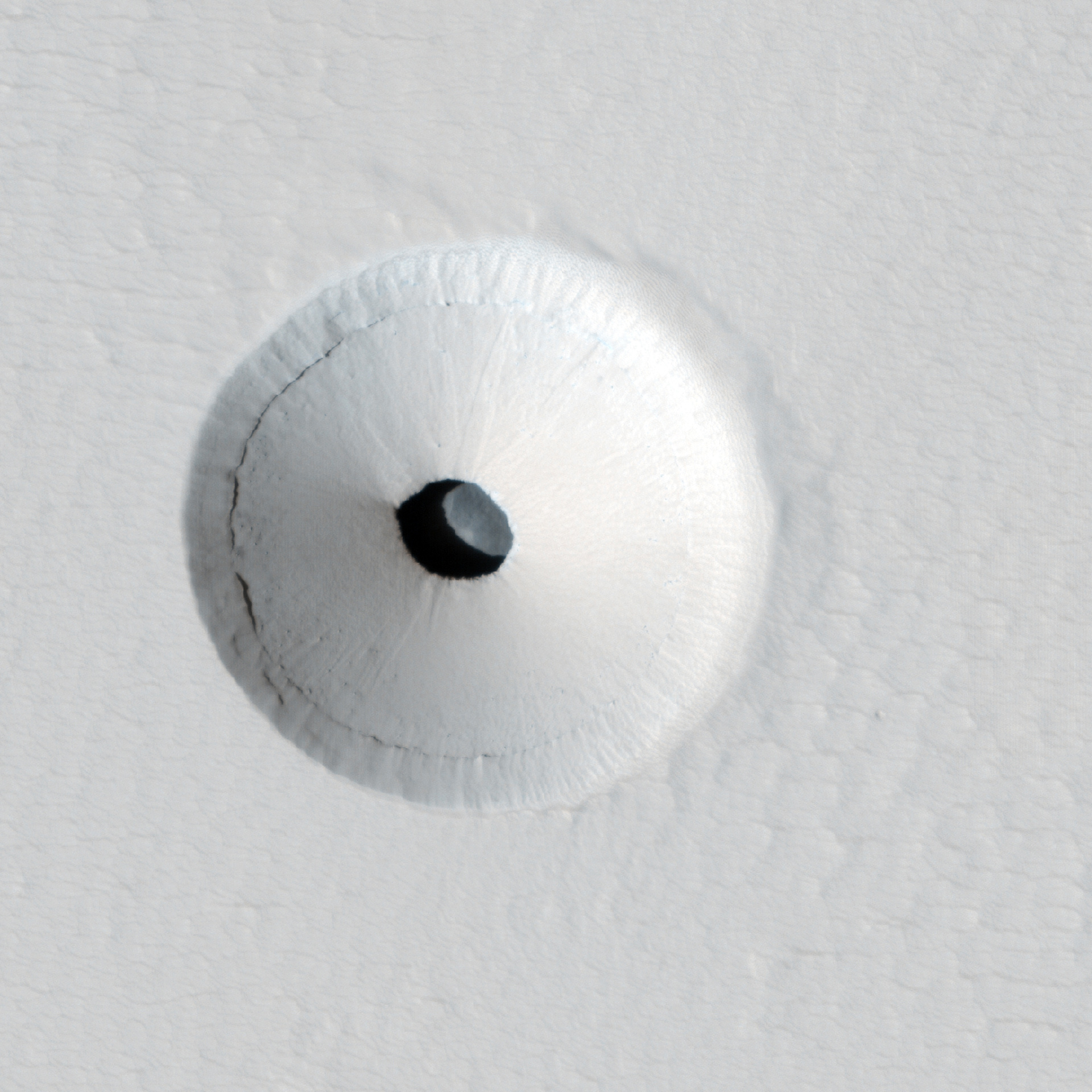
نسخة مجردة من صورة HiRISE من مدخل فوهة البركان المريخ بافونيس مونس.

وجد مارس أوديسي ما يبدو أنها كهوف طبيعية بالقرب من البركان Arsia Mons. وقد تم التكهن بأن المستوطنين يمكن أن يستفيدوا من المأوى الذي يمكن أن توفره هذه البُنى أو الهياكل المُماثِلة من الإشعاعات ومن النيازك الدقيقة. ويشتبه أيضا في وجود طاقة حرارية أرضية في المناطق الاستوائية.
أنابيب الحمم
تم تحديد العديد من مناور أنابيب الحمم المريخة على أجنحة Arsia Mons. تشير الأمثلة المستندة إلى الأرض إلى أن بعضها يجب أن يحتوي على ممرات طويلة توفر حماية كاملة من الإشعاع ويكون من السهل نسبياً إقفالها باستخدام المواد الموجودة في الموقع ، خاصة في الأقسام الفرعية الصغيرة.

## الحماية الكوكبية
يلزم تعقيم المركبات الفضائية الروبوتية المُتجهة إلى المريخ ، بحيث يكون لديها أكثر من 300 ألف من الجراثيم على السطح الخارجي للمركبة- وأكثر تعقيمًا بشكل شامل إذا كانت المركبة مُتجهة إلي «المناطق الخاصة» التي تحتوي على الماء ، وإلا فستكون هناك خطورة من تلوث ليس فقط تجارب كشف الحياة ولكن ربما الكوكب نفسه.
و لكن من المستحيل تعقيم بعثات الإنسان إلى هذا المستوى ، حيث أن البشر يحتضنون عادةً مائة تريليون كائن حيوي لآلاف الأنواع من الميكروبيوم البشري، ولا يمكن إزالتها مع الحفاظ على حياة الإنسان. يبدو أن الاحتواء هو الخيار الوحيد ، ولكنه يمثل تحديًا كبيرًا في حالة حدوث هبوط شديد على الكوكب (أي اصتدام). كانت هناك العديد من ورش العمل الكوكبية حول هذه المسألة ، ولكن مع عدم وجود مبادئ توجيهية نهائية لطريقة المضي قدمًا حتى الآن. كما سيكون المستكشفون البشريون عرضة للتلوث إلى الأرض إذا أصبحوا حاملين للكائنات الدقيقة.

## التحديات الأخلاقية والسياسية والقانونية
أحد التحديات الأخلاقية المحتملة التي قد يواجهها مسافرو الفضاء هو الحمل أثناء الرحلة. وفقًا لسياسات إدارة الطيران والفضاء الأمريكية (ناسا)، يُحظر على أفراد الطاقم ممارسة الجنس في الفضاء. تريد ناسا من أفراد طاقمها التعامل مع بعضهم البعض مثل زملاء العمل في بيئة مهنية. عضو حامل في مركبة فضائية يشكل خطرا على جميع الذين كانوا على متنها. على الأرجح تحتاج المرأة الحامل والطفل إلى تغذية إضافية من الحصص على متن السفينة ، فضلاً عن العلاج والرعاية الخاصة. في مرحلة ما أثناء الرحلة ، من المرجح أن يعيق الحمل من واجبات وقدرات عضو الطاقم الحامل. ولا يزال من غير المعروف تماماً كيف تؤثر البيئة في المركبة الفضائية على نمو الطفل على متن السفينة. غير أنه من المعروف أن الطفل الذي لم يولد بعد في الفضاء سيكون أكثر عرضة للإشعاع الشمسي ، والذي من المحتمل أن يكون له تأثير سلبي على الخلايا والوراثة. خلال رحلة طويلة إلى المريخ من المحتمل أن أعضاء الحرفة قد يمارسون الجنس بسبب بيئتهم المعزولة والمجهدة.
ومن غير المتوقع كيف سيغير أول هبوط بشري على سطح المريخ السياسات الحالية المتعلقة باستكشاف الفضاء واستعمار الأجرام السماوية. ففي عام 1967، معاهدة الأمم المتحدة بشأن المبادئ المُنظمة لأنشطة الدول في مجال إستكشاف الفضاء الخارجي وإستخدامه ، بما في ذلك القمر والأجرام السماوية الأخرى ، تقرر أنه لا يجوز لأي بلد أن يطالب بالفضاء أو سكانه. بما أن كوكب المريخ يوفر بيئة مليئة بالتحديات وعوائق خطيرة أمام البشر للتغلب عليها ، فإن القوانين والثقافة على هذا الكوكب ستكون على الأرجح مختلفة تمامًا عن تلك الموجودة على وجه الأرض. مع إعلان إلون مسك عن خططه للسفر إلى المريخ ، ليس من المؤكد كيف ستنطلق ديناميكية شركة خاصة من المحتمل أن تكون أول من يضع إنسانًا على المريخ على نطاق وطني وعالمي. كان على ناسا أن تتعامل مع عدة تخفيضات في التمويل. أثناء رئاسة باراك أوباما ، تم دفع الهدف من ناسا للوصول إلى المريخ إلى الخلفية. في عام 2017، وعد الرئيس دونالد ترامب بإعادة البشر إلى القمر وفي المريخ في نهاية المطاف ، واتخاذ إجراءات فعالة عن طريق زيادة ميزانية ناسا بمبلغ 1,1 مليار دولار ، وتركز في الغالب على تطوير نظام إطلاق الفضاء الجديد.

## مرافعة

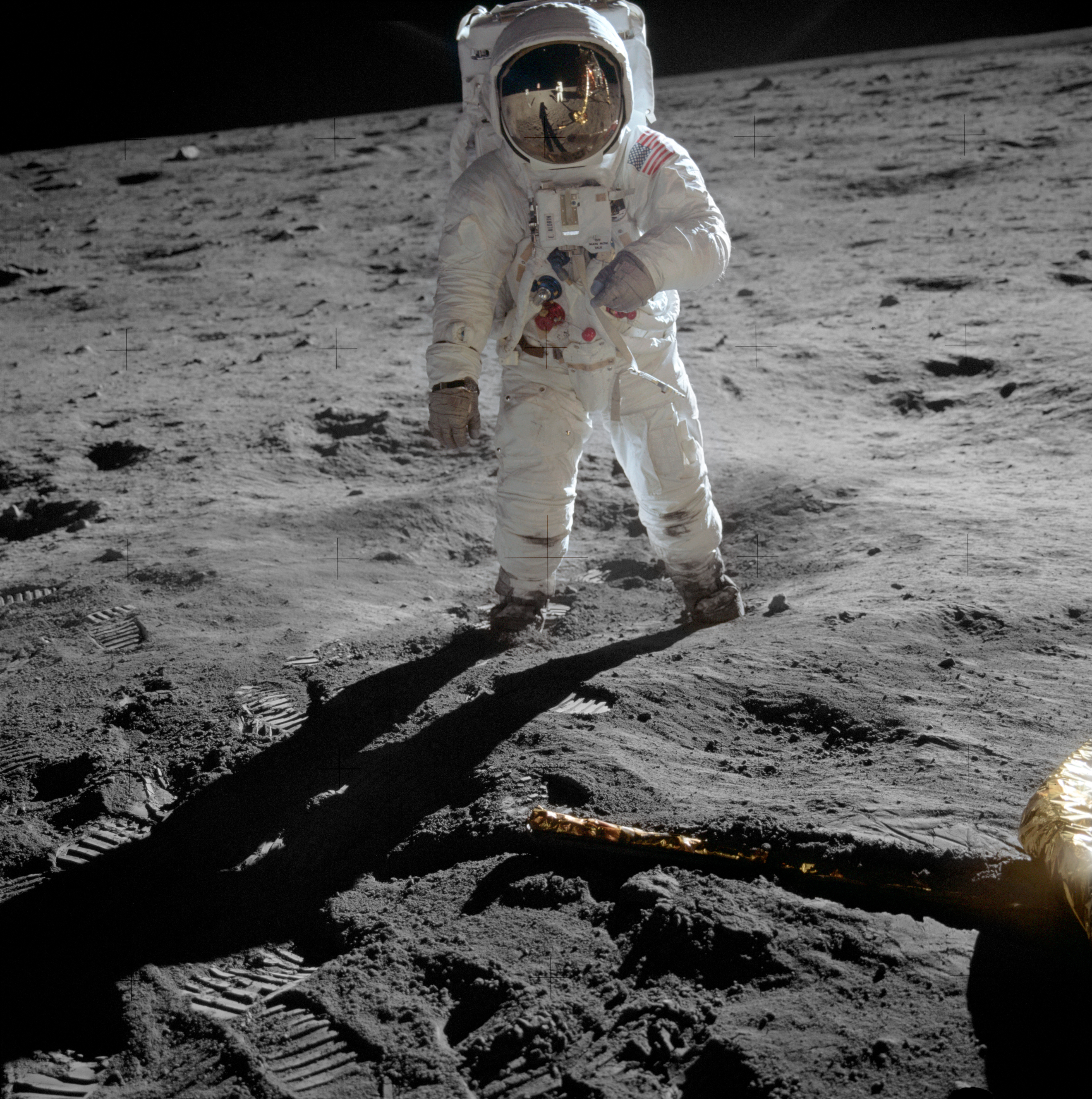
أوصى باز ألدرين ، ثانى رجل يضع قدمه على القمر ، بعمل بعثات بشرية إلى المريخ.

يُرافع لاستعمار المريخ عدة مجموعات غير حكومية لمجموعة من الأسباب ومقترحات متنوعة. واحدة من أقدم المجموعات هي جمعية المريخ التي تروّج لبرنامج ناسا لإنجاز إستكشاف الإنسان للمريخ وأقامت محطات أبحاث تناظرية للمريخ في كندا والولايات المتحدة. البقاء على المريخ هي جمعية تدعو لإعادة تدوير مركبات العودة الطارئة للإرض إلى مستوطنات دائمة بمجرد أن يحدد المستكشفون الأوليون أن الإقامة الدائمة ممكنة. ويهدف مشروع «مارس»، الذي تم نشره في يونيو 2012، إلى تنسيق - لا بناء - مستعمرة بشرية على سطح المريخ بحلول عام 2027 بتمويل قادم من برنامج تلفزيوني واقعي واستغلال تجاري آخر ، على الرغم من أن هذا النهج انتقد على نطاق واسع على أنه غير واقعي وغير قابل للتطبيق.
أسس إيلون مسك برنامج سبيس اكس بهدف طويل المدى لتطوير التقنيات التي ستمكّن مستعمرة بشرية مستدامة ذاتياً على المريخ. وفي عام 2015، قال «أعتقد أن لدينا فرصة جيدة لإرسال شخص إلى المريخ خلال 11 أو 12 عامًا». ريتشارد برانسون ، في حياته ، «مصمم على أن يكون جزءًا من بدء تعداد السكان على سطح المريخ. أعتقد أنه واقعي تمامًا. سيحدث ... أعتقد أنه على مدار العشرين عامًا القادمة ، سنأخذ مئات الآلاف من الناس إلى الفضاء والتي من شأنها أن تعطينا الموارد المالية للقيام بأشياء أكبر».
في يونيو 2013، كتب باز ألدرين، المهندس الأمريكي ورائد الفضاء السابق ، والشخص الثاني الذي يمشي على القمر ، رأيًا ، نُشر في صحيفة نيويورك تايمز، دعمًا لبعثة بشرية إلى المريخ ويرى القمر بأنه «ليس كوجهة لكن كنقطة انطلاق ، تضع الجنس البشري في مسار إلى استعمار المريخ لتصبح البشرية جنس يعيش لا على كوكب واحد، لكن كوكبين». في آب / أغسطس 2015، قدم ألدرين ، بالتعاون مع معهد فلوريدا للتكنولوجيا ، «خطة رئيسية»، للنظر فيها من قبل وكالة ناسا ، لرواد الفضاء ، مع «جولة عمل عشر سنوات»، لاستعمار المريخ قبل عام 2040.

## في الأعمال الخيالية
هناك بعض الأمثلة في الخيال العلمى تُقدم وصفاً مفصلاً لاستعمار المريخ.